# أوليغ بروتاسوف
أوليغ بروتاسوف (بالأوكرانية: Протасов Олег Валерійович)، من مواليد 4 فبراير 1964 في دنيبروبتروفسك في أوكرانيا، لاعب كرة قدم سوفيتي، و أوكراني سابق، ومدرب كرة قدم حالي.
بدأ مسيرته الكروية مع نادي دنيبرو دنيبروبتروفسك في عام 1981، ولعب معهم حتى عام 1987، وقد شارك معهم في 145 مباراة وسجل 97 هدف، وفي عام 1987 انتقل إلى نادي دينامو كييف، ولعب معهم حتى عام 1990، وقد شارك معهم في 71 مباراة وسجل 30 هدف، وفي عام 1990 انتقل إلى نادي أولمبياكوس اليوناني، ولعب معهم حتى عام 1994، وقد شارك معهم في 83 مباراة وسجل 48 هدف، وفي موسم 1994/1995 انتقل إلى نادي غامبا أوساكا، ولعب معهم 65 مباراة وسجل 26 هدف، وفي عام 1996 انتقل إلى نادي فيريا، ولعب معهم حتى عام 1998، وقد شارك معهم في 62 مباراة وسجل 11 هدف، وفي موسم 1998/1999 انتقل إلى نادي برودفتيكي، ولعب معهم 28 مباراة وسجل 5 أهداف.
و قد لعب مع منتخب الاتحاد السوفيتي لكرة القدم بين عامي 1986 و1992، وقد شارك معهم في 68 مباراة وسجل 29 هدف، وفي عام 1994 لعب مباراة واحدة مع منتخب أوكرانيا لكرة القدم.
و قد اتجه إلى التدريب بعد اعتزاله، فدرب نادي أولمبياكوس في عام 2002 وحتى عام 2004، وفي موسم 2004/2005 درب نادي أبولون ليماسول القبرصي، وفي عام 2005 درب نادي ستيوا بوخارست الروماني، ومنذ عام 2006 وهو يدرب نادي دنيبرو دنيبروبتروفسك.

## روابط خارجية
- أوليغ بروتاسوف على موقع الاتحاد الدولي (مؤرشف)  (الإنجليزية)
- أوليغ بروتاسوف على موقع الاتحاد الأوربي (الإنجليزية)
- أوليغ بروتاسوف على موقع اتحاد أوكرانيا (الإنجليزية)
- أوليغ بروتاسوف على موقع رابطة كرة القدم اليابانية للمحترفين (اليابانية)
- أوليغ بروتاسوف على موقع قاعدة بيانات كرة القدم.إي يو (الإنجليزية)
- أوليغ بروتاسوف على موقع ناشيونال فوتبول تيمز (الإنجليزية)
- أوليغ بروتاسوف على موقع Soccerway.com (الإنجليزية)
- أوليغ بروتاسوف على موقع عالم كرة القدم.نت (الإنجليزية)
- أوليغ بروتاسوف على موقع كووورة